# Bulbophyllum macphersonii
Bulbophyllum macphersonii är en orkidéart som beskrevs av Herman Montague Rucker Rupp. Bulbophyllum macphersonii ingår i släktet Bulbophyllum och familjen orkidéer.

## Underarter
Arten delas in i följande underarter:
- B. m. macphersonii
- B. m. spathulatum